# Ланча Тета
Ланча Тета (на италиански: Lancia Theta) или Ланча 25/35 КС е автомобил, произвеждан от италианския автомобилен производител Ланча.

## История
За Ланча Тета може да се каже, че това е един от първите най-иновативни автомобили, които изграждат името на компанията. Наследник е на Ланча Ета. Ръководител на проекта е Винченцо Ланча. Освен като спортен автомобил Винченцо разработва и спортно купе на базата на модела. Кодовото име на Ланча Тета е тип 61. Автомобилът е представен за първи път на автомобилното изложение в Лондон (Великобритания).

## Иновации
На практика това е първият европейски автомобил с електрическо захранване. Нововъведение е също и стартерът, който директно задейства коляновия вал. Друга иновативност в революционната Ланча е използването на стоманата в колелетата на автомобила (стоманени вместо ламаринени джанти). Автомобилът разполага и с едно от първите електрически табла по онова време.

## Технически характеристики
Четирицилиндровият мотор Типо 61 е с мощност от 70 к.с. Максималната скорост е 120 km/h до 2200 оборота/минута.
Трансмисията на автомобила е с карданно предаване. Карбураторът е вертикален с 3 дюзи. Спирачната система е механична; има и отделен педал за паркиране.

## Производство
От 1913 до 1918 от фабриката на компанията Борго сан Паоло в Торино са произведени 1696 екземпляра.

## Цена
Цената на автомобила е около 17 000 италиански лири.